# Topos V
Topos V, conocida comúnmente como Topos, es una escultura del artista español Eduardo Chillida Juantegui, situada en el centro del barrio gótico de Barcelona en la plaza del Rey.
Con motivo de una exposición que la Fundación Miró dedicó a Chillida en el año 1986, el ayuntamiento de Barcelona, adquirió la escultura Topos V. Por indicación del propio escultor se colocó en la plaza del Rey, donde destaca entre los edificios medievales del Palacio Real Mayor, la capilla de Santa Ágata y el Museo de Historia de la Ciudad, junto al cual está emplazada, creando un contraste entre los siglos que separan las construcciones de la plaza con la época de la escultura.
La escultura es de hierro con forma geométrica de un ángulo diedro, cerrado por dos lados con remate de semicircunferencias que la relacionan con arcos de medio punto de cierto aire medieval. Sus medidas son de 2,10 X 2,37 X 1,70 metros.

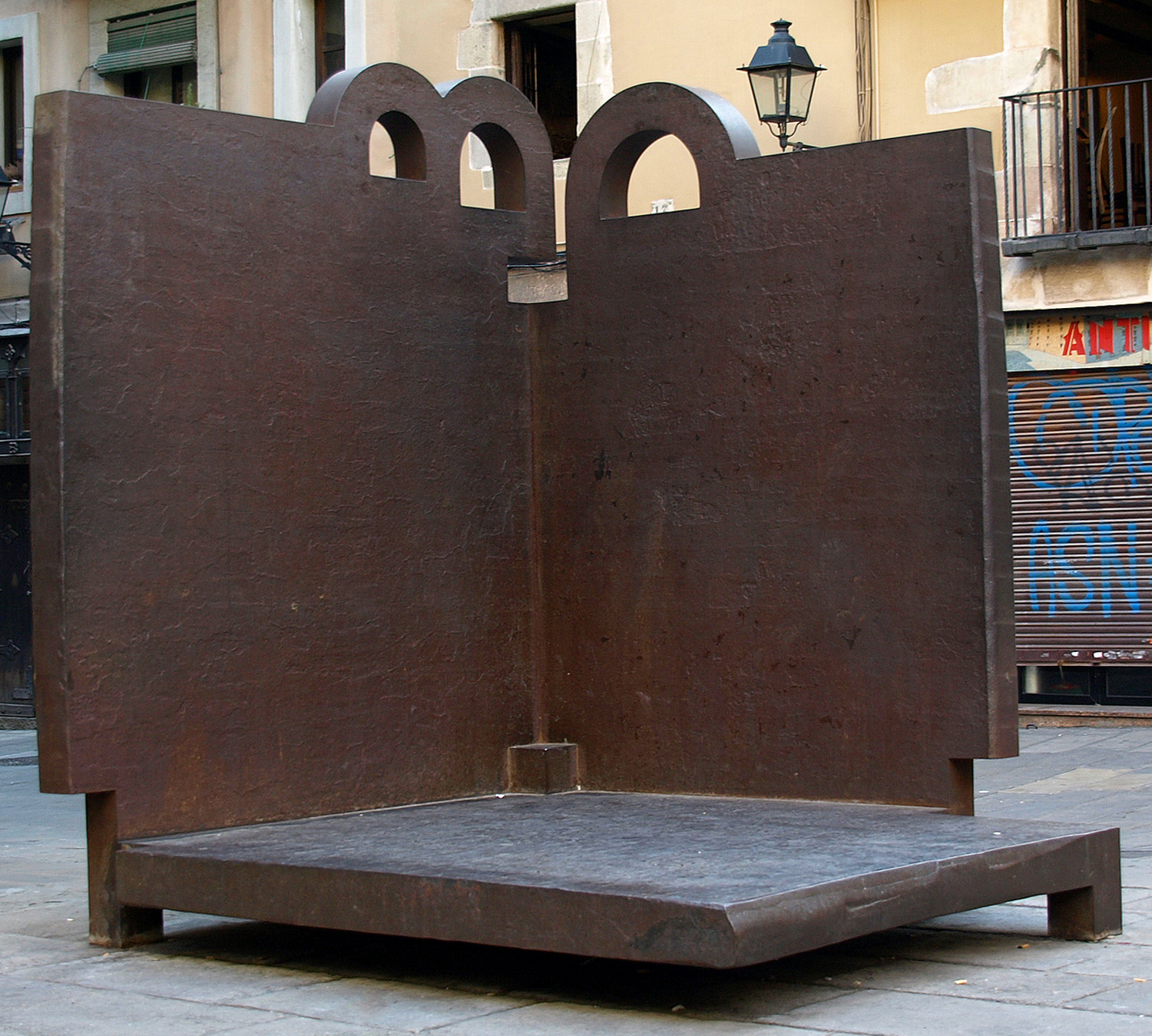
Topos V de Eduardo Chillida.
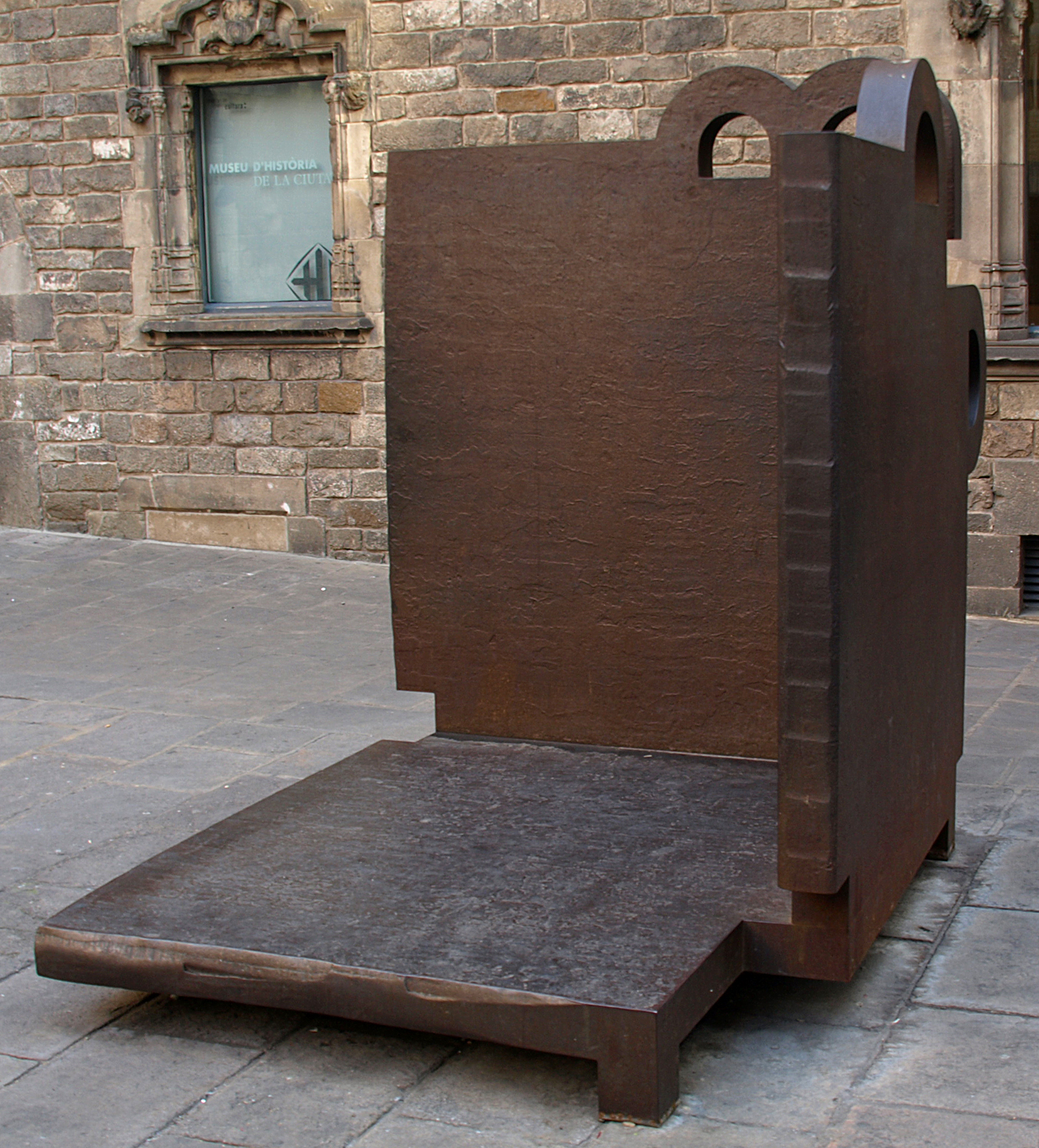
Topos V de Eduardo Chillida.